# Dacia Spring
Dacia Spring — електричний бюджетний компактний кросовер, що виготовляється компанією Dacia з 2021 року в Китаї для Європи.

## Опис

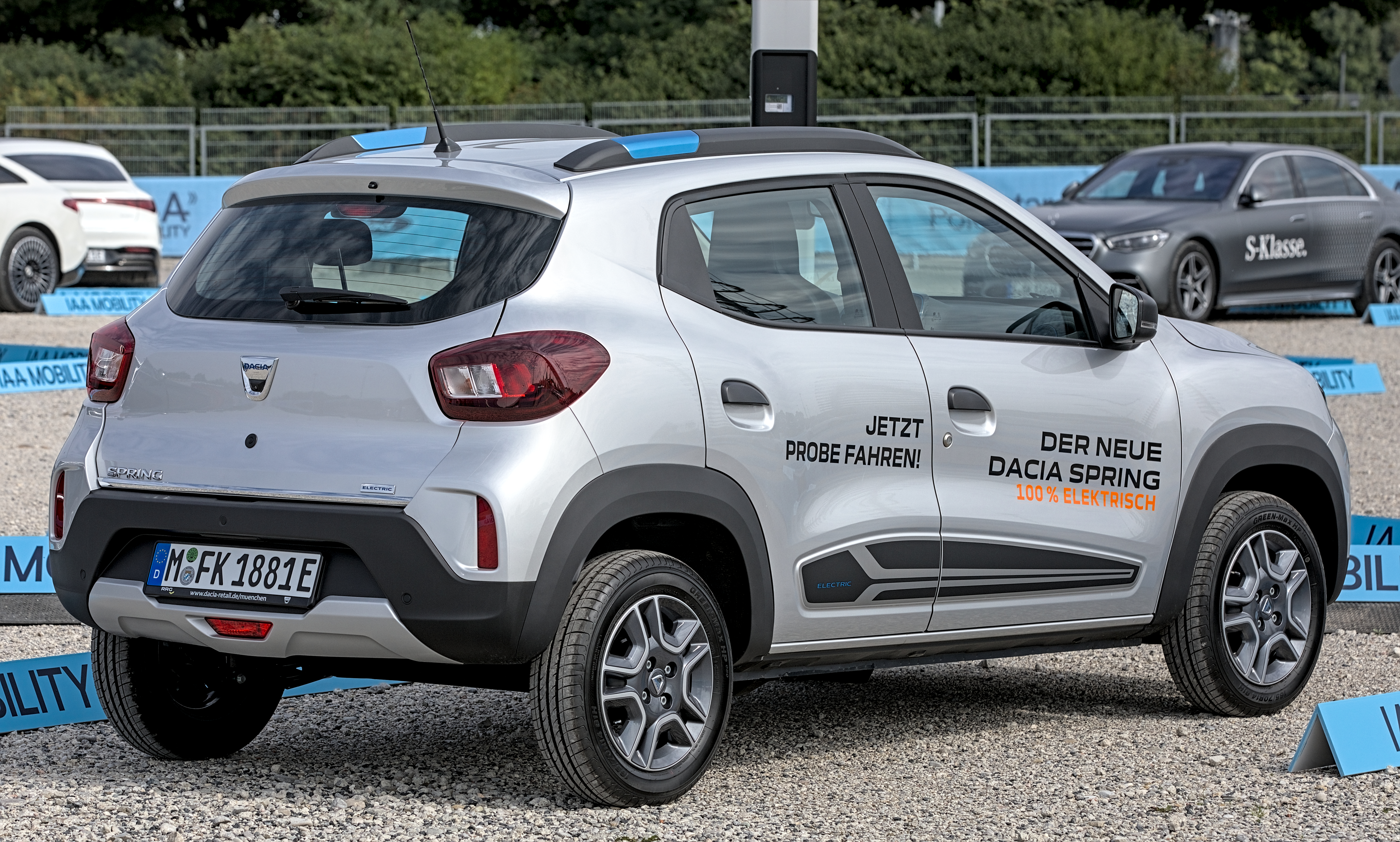
Dacia Spring (2021-2023)

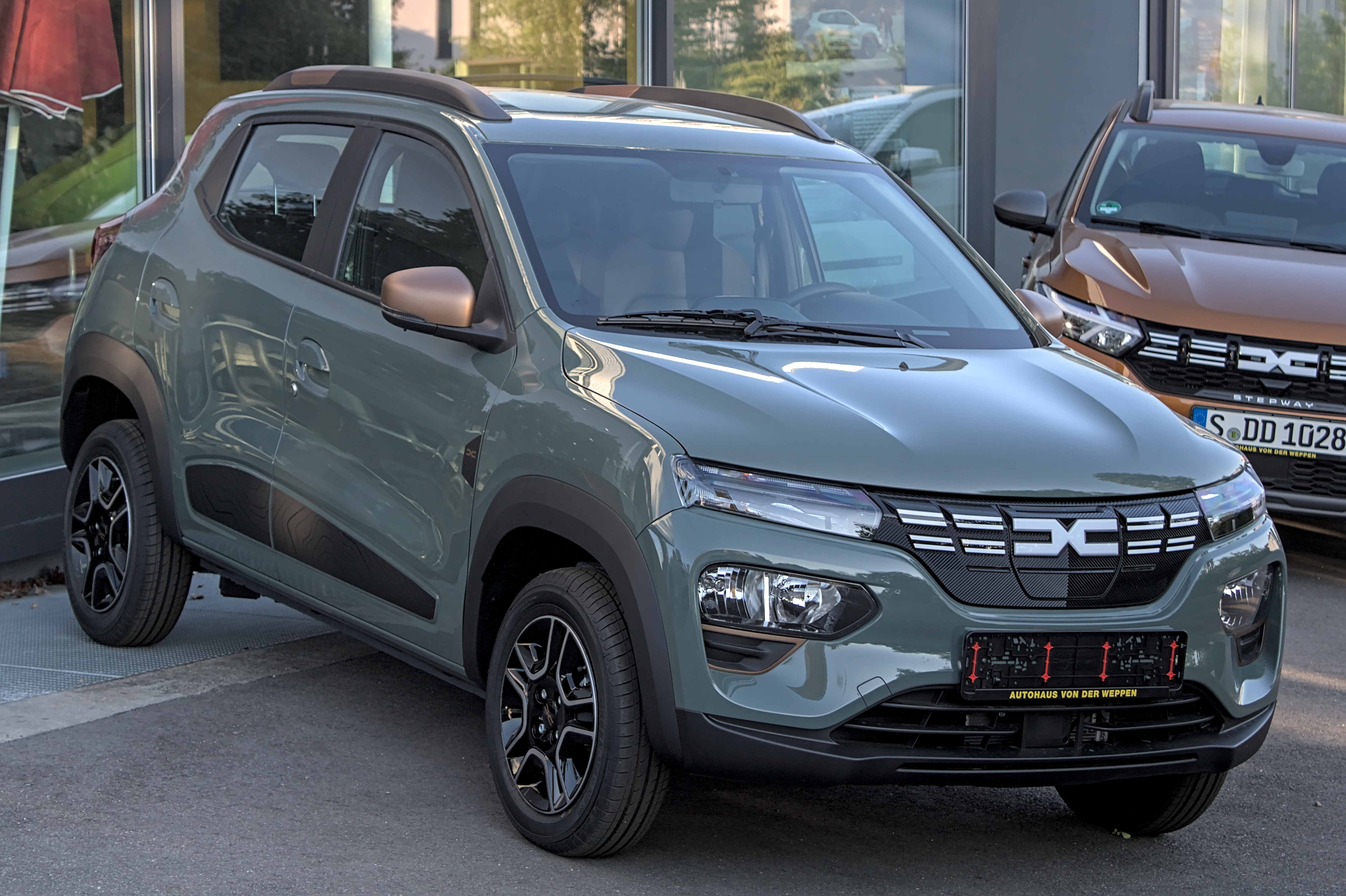
Dacia Spring Extreme (2023-2024)

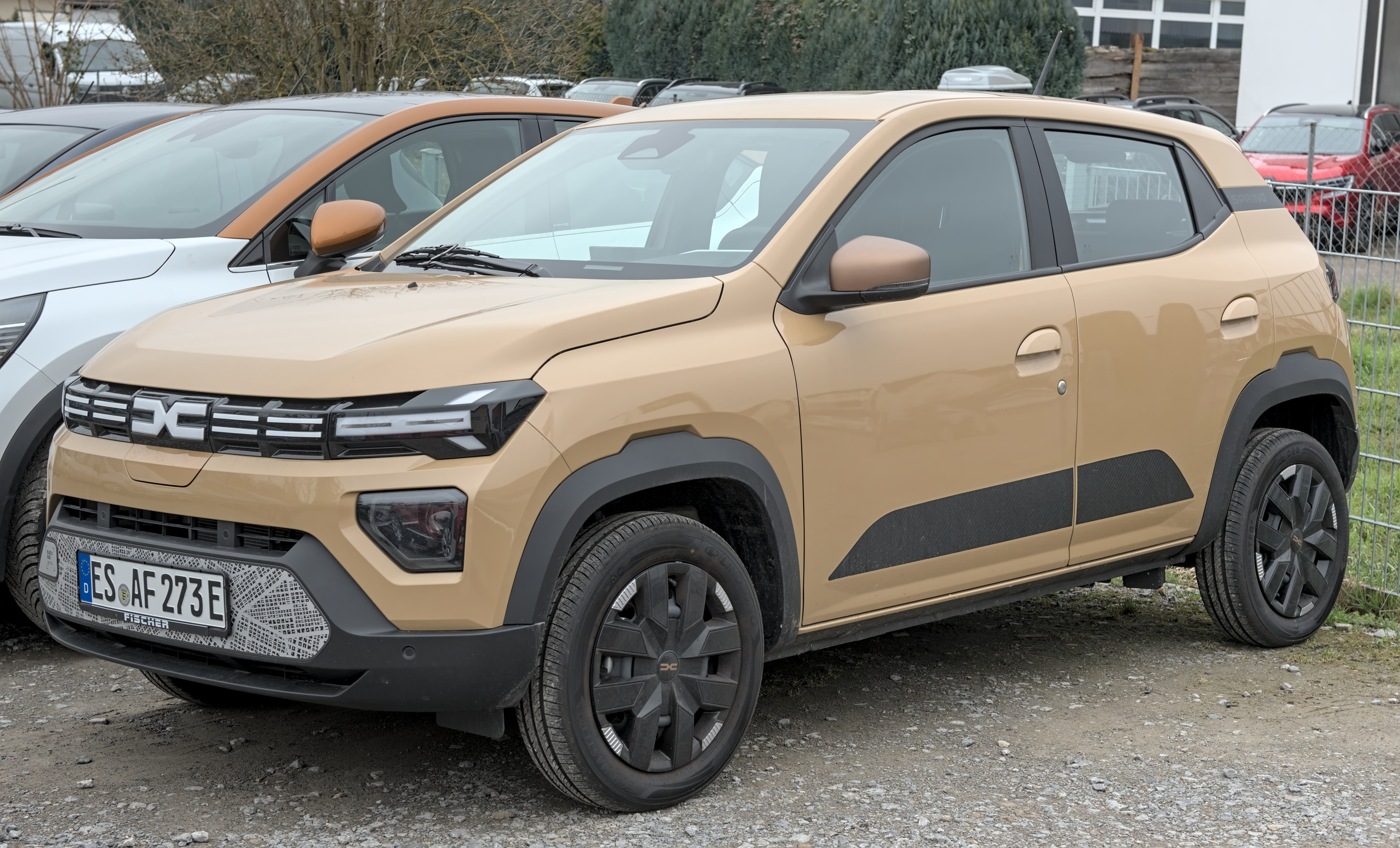
Dacia Spring Extreme (з 2024)

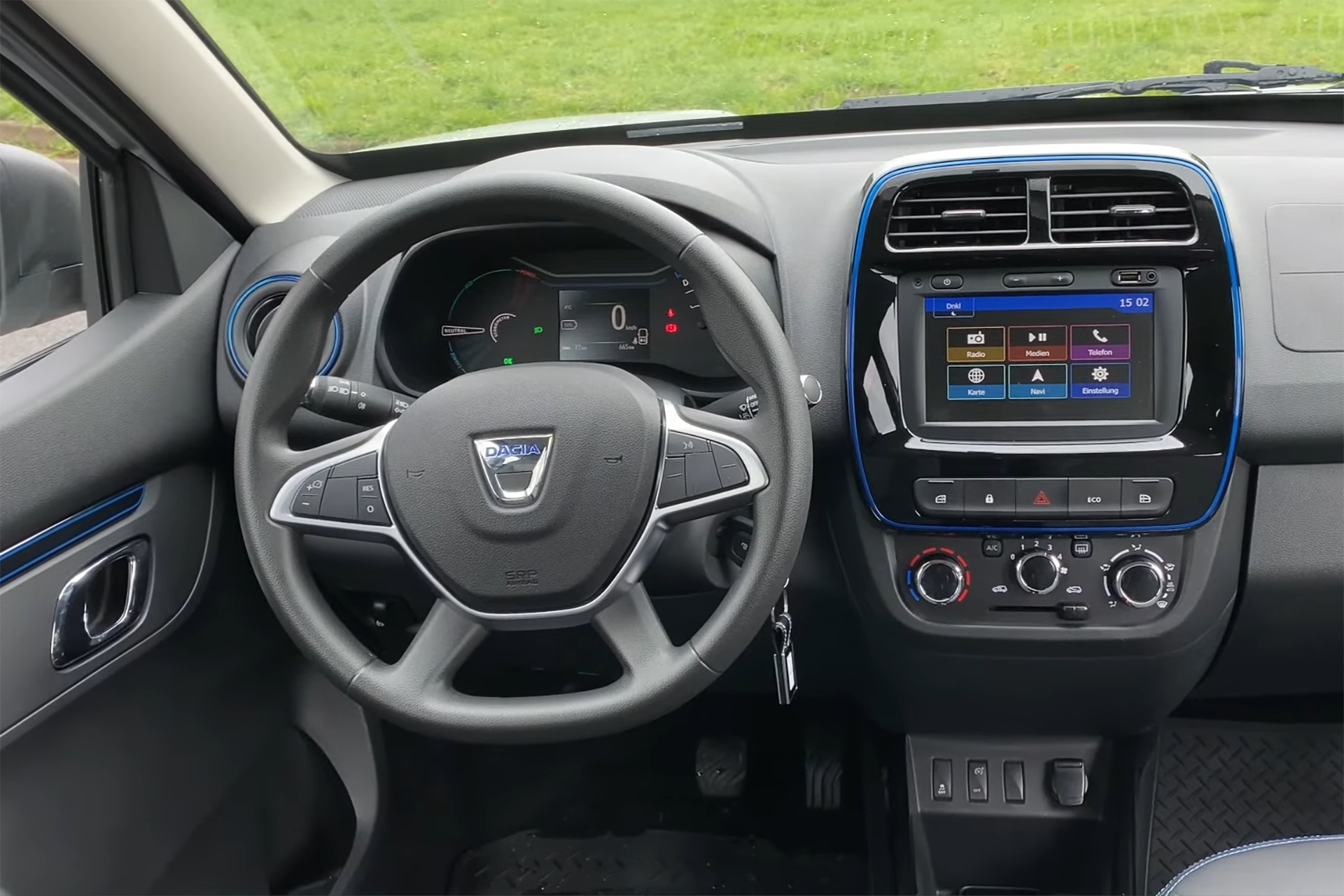

Перший електричний автомобіль Dacia був презентований у 2020 році й одразу позиціонувався як найдешевший електрокар в Європі.
Фактично, кросовер виробляється в Китаї на модульній платформі Renault CMF-A, що й Renault City K-ZE. Електрокар збирається на спільному підприємстві Renault і Dongfeng.
Автомобіль використовує літій-іонний акумулятор потужністю 27,4 кВт·год, а живиться від електродвигуна потужністю 44,8 к.с. 125 Нм. Привід передній.
Опціональний зарядний пристрій постійного струму (30 кВт) справляється з наповненням батареї на 80 % менше ніж за годину, на 100 % — менше ніж півтори години. Від простої побутової розетки (2,3 кВт) електрокар можна зарядити за 14 годин.
В комбінованому циклі WLTP він може проїхати 230 км, а в циклі WLTP City — 305 км.
Максимальна швидкість складає 125 км/год.
Вартість в Європі 17800 євро.
Продажі електрокара почались у березні 2021 року.

## Продажі
| рік  | Європа |
| ---- | ------ |
| 2020 | 1.724  |
| 2021 | 25.740 |

1. ↑  Європа: 2020 ЄС 27 + Велика Британія + Швейцарія + Норвегія + Ісландія